# 3305-ös mellékút (Magyarország)
A 3305-ös számú mellékút egy közel húsz kilométer hosszú, négy számjegyű mellékút Borsod-Abaúj-Zemplén vármegye déli részén; Mezőkeresztes és Mezőcsát városokat kapcsolja össze.

## Nyomvonala
A 3304-es útból ágazik ki, annak 2+750-es kilométerszelvénye táján, Mezőkeresztes központjának nyugati részén. Kelet felé indul, József Attila út néven, mintegy 300 méter után keresztezi a várost átszelő Kácsi-patakot, majd 600 méter után, a helyi katolikus templom előtt egy elágazáshoz ér. A tovább egyenesen vezető útvonal a 3306-os számot viseli – ez az útszámozás Vattától indul és itt ér véget, bő 13,5 kilométer után –, a 3305-ös pedig délnek fordul és a Dózsa György út nevet veszi fel. A belterület déli részén már Árpád vezér út a neve, ott egyre inkább délkelet felé fordul, majd ebben az irányban hagyja el a település utolsó házait, majdnem pontosan két kilométer után.
A 3+150-es kilométerszelvénye táján lép át Mezőnagymihály területére, és szinte azonnal belefut az M3-as autópálya Mezőnagymihály–Mezőkeresztes-csomópontjába. A sztrádát – amely itt kevéssel a 138. kilométere után jár – felüljáróval keresztezi, 3,3 kilométer megtétele után, a csomópont átkötő ágai a Budapest felől kivezető forgalomban a 30 522-es és 30 523-as, az ellenkező irányú forgalomban pedig a 30 524-es és 30 525-ös számozást viselik.
Mezőnagymihály település lakott területét épp csak harántolja az út, immár egészen keleti irányban húzódva – így helyi neve sincsen –, a település központjába csak a 33 109-es számú mellékút vezet be, amely a 3+900-as kilométerszelvénye táján ágazik ki belőle. Mintegy 5,5 kilométer után elhagyja a község utolsó házait is, a korábbi irányánál kissé északabbnak fordulva, és 6,8 kilométer után át is lép a Mezőkövesdi járásból a Mezőcsáti járás, azon belül is Gelej község közigazgatási területére.
Gelejen előbb a község református temetője mellett halad el, nagyjából a nyolcadik kilométerénél, majd beér a település házai közé, ahol a Petőfi út nevet veszi fel. A belterületen több kisebb irányváltása van, a központban elhalad a Csincse-övcsatorna folyása felett is, de a neve itt végig azonos marad. Már majdnem a tizedik kilométerénél jár, amikor kilép a község lakott területéről, de csak 12,2 kilométer után lép át a járás névadó települése, Mezőcsát területére.
17,4 kilométer megtétele után éri el Mezőcsát legnyugatibb házait, ahol a Kiss József utca nevet veszi fel, a település leghíresebb szülöttének, Kiss József 19. századi költőnek emléket állítva. Hátralévő szakaszán már ezt a nevet viseli, amíg véget nem ér a város központja közelében, beletorkollva a 3307-es útba, annak 21+450-es kilométerszelvényénél.
Teljes hossza, az országos közutak térképes nyilvántartását szolgáló kira.gov.hu adatbázisa szerint 19,175 kilométer.

## Története
1934-ben nyilvánították harmadrendű főúttá, 335 számmal. 1963-ban aszfaltburkolatot kapott, 1970-ben extra betonréteggel erősítették meg, Mezőnagymihályt elkerülő szakasza 1975 nyarán épült ki. Eddigi utolsó felújítása 2004-2007 közt zajlott.